# Ilse Künkele
Ilse Künkele (* 25. April 1925 in Stuttgart; † 24. April 1992 ebenda; eigentlich Ilse Rabanus-Künkele) war eine deutsche Schauspielerin.

## Leben
Sie begann nach ihrer Schauspielausbildung 1943 als Elevin am Württembergischen Staatstheater in Stuttgart. Von 1944 bis 1950 gehörte sie dort zum Ensemble. 1950 erhielt sie ein Engagement am Deutschen Theater Göttingen, wo sie bis 1958 wirkte. Von 1959 bis 1962 war sie am Bayerischen Staatsschauspiel in München tätig. Danach gastierte sie an verschiedenen Bühnen. Als sie im Alter von 66 Jahren starb, hinterließ sie eine Vielzahl von eindrücklichen Rollen, denn die ausgebildete Theaterschauspielerin Ilse Künkele spielte auch oft in Film- und Fernsehproduktionen mit, wie beispielsweise in den Fernsehserien Oh Gott, Herr Pfarrer an der Seite von Robert Atzorn und Maren Kroymann oder Der Eugen. Sie arbeitete häufig in den Studios des Süddeutschen Rundfunks. Walter Schultheiß war oft ihr Partner. Felix Huby schrieb ihr die knitzen Sätze ins Drehbuch.
Sie war verheiratet und hatte einen 1958 geborenen Sohn. Ihre Beliebtheit ist auf ihren schwäbischen Charakter zurückzuführen, der sich durch ihr knitzes, resolutes und grantiges Wesen mit säuerlichen Zügen auszeichnete. Sie starb einen Tag vor Vollendung ihres 67. Lebensjahres. Ihr Grab befindet sich auf dem Stuttgarter Pragfriedhof.

## Filmografie (Auswahl)
- 1952: Der Tag vor der Hochzeit
- 1955: Ingrid – Die Geschichte eines Fotomodells
- 1955: Mamitschka
- 1955: Reifende Jugend
- 1955: Banditen der Autobahn
- 1957: Der tolle Bomberg
- 1957: El Hakim
- 1959: Der Kirschgarten (Fernsehen)
- 1963: Schule der Geläufigkeit (Fernsehen)
- 1963: Schwäbische Geschichten (Fernsehserie)
- 1964: Fernfahrer – Die Kontrolle
- 1965: Der Brief (Fernsehserie Das Kriminalmuseum)
- 1965: Tivoli (Fernsehserie Die fünfte Kolonne)
- 1966: Geibelstraße 27 (Fernsehen)
- 1966: Der Vogel läßt das Singen nicht (Fernsehen)
- 1967: Der Lügner und die Nonne
- 1967: Das Fräulein (Fernsehen)
- 1967: Der dritte Handschuh (Fernsehen)
- 1968: Das Haus bei den Blutbuchen (Fernsehserie Sherlock Holmes)
- 1968: Hürdenlauf (Fernsehen)
- 1968: Das Schloß
- 1969: Der Attentäter (Fernsehen)
- 1969: Der Kampf um den Reigen (Fernsehen)
- 1970: Jonathan
- 1970: Unter Kuratel (Fernsehen)
- 1971: Ein Fall für Herrn Schmidt (Fernsehen)
- 1972: Land (Fernsehen)
- 1973: Die Reise nach Mallorca (Fernsehserie)
- 1976: Die Teppichhändler (Fernsehserie Inspektion Lauenstadt)
- 1977: Meine Mieter sind die besten (Fernsehserie)
- 1978: Glücksspiele (Fernsehserie Polizeiinspektion 1)
- 1978: Jean-Christophe (Fernsehserie)
- 1979: Grandison
- 1979: Feuerzeichen
- 1979: So 'ne und so 'ne (Fernsehserie)
- 1979: Was wären wir ohne uns (Fernsehserie)
- 1979: … es ist die Liebe (Fernsehen)
- 1979: Das tausendunderste Jahr
- 1980: Der Neue (Fernsehserie Der Alte)
- 1981: Die Unbekannte (Fernsehserie Der Alte)
- 1982: Das Alibi (Fernsehserie Derrick)
- 1982: Frankies Braut (Fernsehen)
- 1983: Kolossale Liebe
- 1983: Umsonst ist der Tod (Fernsehserie Der Alte)
- 1984: Die schöne Wilhelmine (Fernsehserie)
- 1986: Tödliche Freundschaft (Fernsehserie Der Alte)
- 1986: Der Eugen (Fernsehserie)
- 1986: Derrick: An einem Montagmorgen
- 1988: Oh Gott, Herr Pfarrer (Fernsehserie)
- 1988: Schweigen für immer (Fernsehserie Der Alte)
- 1989: Judith (Fernsehserie Derrick)
- 1990: Pfarrerin Lenau (Fernsehserie)
- 1992: Der König von Bärenbach (Fernsehserie)